# Camarines Sur
Camarines Sur là một tỉnh của Philippines nằm ở vùng Bicol trên đảo Luzon. Tỉnh lỵ là Pili và tỉnh giáp với Camarines Norte và Quezon về phía bắc, với Albay về phía nam, phía đông đối mặt với tỉnh đảo Catanduanes qua eo biển Maqueda.
Câmrines Sur là tỉnh lớn nhất trong tống sos 6 tỉnh trong vùng cả về diệnt ích lẫn dân số. Tỉnh có 2 thành phố, Naga là trung tâm thương mại, tài chính, văn hóa, giáo dục của cả vùng trong khi Iriga là trung tâm của khu vực Rinconada.

## Nhân khẩu
Theo thống kê năm 2000, dân số toàn tỉnh là 1.693.821 người, là tỉnh đông dân thứ 15 trong cả nước. Tỉnh có 288.172 hộ, trung bình 5,37 người/hộ, cao hơn so với trung bình cả nước là 4,99. Tốc độ tăng dân số tự nhiên là 1,86%, thấp hơn trung bình cả nước là 2,36%. Như vậy dân số tỉnh sẽ tăng gấp đôi sau 38 năm nếu duy trì đà tăng này.
Ngông ngữ chủ yếu tại tỉnh là tiếng Bikol, các nhà ngôn ngữ học coi phương ngữ được sử dụng quanh thành phố Nara, gọi là Trung Bikol là phương ngữ dễ hiểu nhất với những người sử dụng các phương ngữ khác. Hầu hết nhân dân có thể hiểu tiếng Tagalog và tiếng Anh.

## Lịch sử
Hàng thế kỷ trước tỉnh được biết đến với cái tên Tierra de Camarines, tỉnh được những người định cư Tây Ban Nha thành lập. Cái tên Camarines xuất phát từ "camaronchones" hay "camarines, một từ tiếng Tây Ban Nha cho "kamalig, là những túp lều bằng tre của người bản địa.

## Kinh tế
Nền kinh tế của tỉnh dự chủ yếu vào nông nghiệp, các nông sản chủ yếu là lúa gạoư, ngô, gia súc, gia cấm, cá tươi. Các hãng buôn thường có các chi nhánh tại các tỉnh lân cận ở phía nam.

## Địa lý

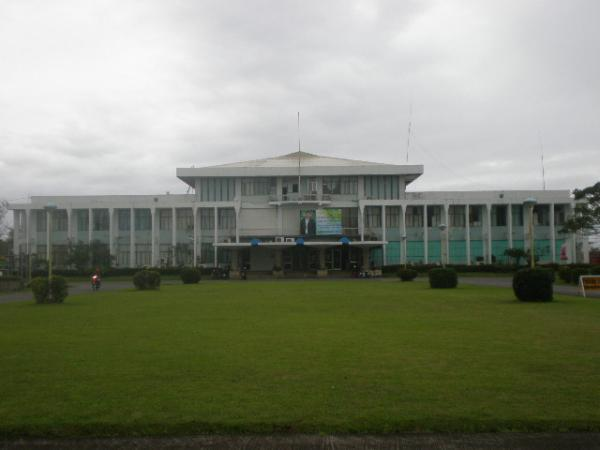
Tòa nhà chính quyền tỉnh

Camarines Sur nằm tại trung tâm của bán đảo Bicol, và được bao quanh là đồi núi, hai ngọn núi Isarog và IrigaPhần phía đông của tỉnh ở trên bán đáo Caramoan có nhiều ngọn núi. Sông Bicol chảy qua các phần trung tâm và phía nam của tỉnh rồi đổ ra vịnh San Miguel.
Thờ tiết ở đây cũng giống như các nơi khác tại Philippines là mang nét nhiệt đới đặc trưng. Mùa khô từ tháng 3 đến tháng 5 và lượng mưa trung bình hàng năm là 2.565 mm. Nhiệt độ trung bình cả năm của tỉnh là 27,0˚C.

## Hành chính
Camarines có 2 thành phố và 35 dô thị tự trị:
| Thành phố/Đô thị tự trị | Số Barangay | Diện tích (km²) | Dân số (2007) | Thị trưởng (2007–2010)           |
| ----------------------- | ----------- | --------------- | ------------- | -------------------------------- |
| Baao                    | 30          | 143.05          | 52,466        | Quirino Boncayao Jr.             |
| Balatan                 | 17          | 63.720          | 25,982        | Nena B. Borja                    |
| Bato                    | 33          | 98.720          | 44,437        | Jeanette Bernaldez               |
| Bombon                  | 8           | 44.20           | 14,083        | Ma. Luisa D. Angeles             |
| Buhi                    | 38          | 191.79          | 70,756        | Rey P. Lacoste                   |
| Bula                    | 33          | 151.25          | 62,024        | Benjamin S. Decena               |
| Cabusao                 | 9           | 46.81           | 17,599        | Norberto U. Genova               |
| Calabanga               | 48          | 163.84          | 73,333        | Evelyn S. Yu                     |
| Camaligan               | 13          | 13.00           | 20,758        | Rolando C. Eduardo               |
| Canaman                 | 24          | 27.41           | 31,583        | Emmanuel S. Requejo              |
| Caramoan                | 49          | 225.01          | 40,810        | Constantino Cordial, Jr.         |
| Del Gallego             | 32          | 286.76          | 21,272        | Lydia Abarientos                 |
| Gainza                  | 8           | 18.21           | 9,404         | Romeo A. Gontang                 |
| Garchitorena            | 23          | 218.12          | 24,825        | Solon O.Demetriois, Jr.          |
| Goa                     | 34          | 210.38          | 54,035        | Antero S. Lim                    |
| Iriga City              | 36          | 119.63          | 97,983        | Madeleine A. Gazmen              |
| Lagonoy                 | 38          |                 | 46,093        | Delfin Pilapil                   |
| Libmanan                | 75          | 336.20          | 92,839        | Rodolfo A. Jimenez Sr.           |
| Lupi                    | 38          | 253.12          | 27,630        | Roberto M. Matamorosa            |
| Magarao                 | 15          | 39.01           | 22,515        | Nelson B. Julia                  |
| Milaor                  | 20          | 23.41           | 26,452        | Roger Flores                     |
| Minalabac               | 25          | 156.13          | 43,957        | Leovegildo "Gil" D. Basmayor Jr. |
| Nabua                   | 42          | 96.23           | 75,422        | Delia Simbulan                   |
| Naga City               | 27          | 84.48           | 160,516       | John Bongat                      |
| Ocampo                  | 25          | 118.33          | 39,759        | Leonilo Sarte(?)                 |
| Pamplona                | 17          | 80.62           | 31,895        | Gimeno Imperial                  |
| Pasacao                 | 19          | 149.54          | 41,533        | Asuncion Arsenio                 |
| Pili                    | 26          | 122.65          | 76,496        | Tomas Bongalonta                 |
| Presentacion            | 18          |                 | 20,266        | Jaime V. Deleña                  |
| Ragay                   | 38          | 272.35          | 52,021        | Ricardo B. Aquino                |
| Sagñay                  | 19          | 108.19          | 29,082        | Roberto A. Briones               |
| San Fernando            | 22          |                 | 30,697        | Fermin Mabulo                    |
| San Jose                | 29          | 39.01           | 35,768        | Hon. Gilmar S Paccamarra         |
| Sipocot                 | 46          | 211.60          | 57,861        | Rogenor Astor                    |
| Siruma                  | 22          | 127.43          | 17,035        | Nonito M. Vier                   |
| Tigaon                  | 23          | 91.02           | 45,509        | Arnie Fuentebella                |
| Tinambac                | 44          | 314.65          | 59,125        | Ruel T. Velarde                  |